# Luis de Ayala y Vergara
Luis de Ayala y Vergara (Santafé, Virreinato de la Nueva Granada, 19 de febrero de 1768 – Bogotá, Confederación Granadina, 26 de abril de 1839) fue un político neogranadino.  
Es considerado como uno de los primeros jefes de Estado de Colombia, durante la época de la Independencia. Ocupó la presidencia del Estado de Cundinamarca entre junio y agosto de 1812, por la ausencia de Antonio Nariño, cargo que desempeñó junto con Manuel Benito de Castro.

## Biografía
Fue colegial del Rosario, entre 1796 y 1803, oficial segundo de las rentas de aguardientes, tabaco y pólvora, una posición muy lucrativa.
En 1801 se unió a la Sociedad Patriótica; un grupo conformado por las familias más ricas del nuevo reino creado para promover el bienestar de sus ciudadanos, desde aquí Luis comenzó a participar en los esfuerzos de la Independencia.
Acompañó al general José Ramón Leiva como jefe militar junto a Lorenzo Ley y Justo Castro.
Como elector, miembro del colegio electoral de Cundinamarca para El Espinal y consejero de Estado firmó el acta de la independencia absoluta de Cundinamarca del 18 de julio de 1813. Ayala también fue contador principal del tribunal superior de cuentas.
Sus hermanos fueron el prócer y mártir de la independencia José de Ayala y Vergara, que luchó en la Guerra de Independencia; Juan Nepomuceno de Ayala y Vergara; Pantaleón de Ayala y Vergara, desertado del ejército realista por su participación de la Independencia; María de la Luz Ayala y Vergara; y Luis, que también se unió a la causa de la Independencia. Su familia se dividió entre realistas y patriotas, su hermano José era uno de los principales oficiales que se habían levantado contra Nariño. Durante la reconquista de 1816 a manos de los españoles, su hermano José, fue asesinado por la espada en 1816 en frente de familiares y amigos, en la Plaza de San Victorino de Bogotá. Se casó con María Teresa Lozano e Isasi hija de José María Lozano de Peralta el segundo marqués de San Jorge de Bogotá.

## Familia
Su padre era Francisco Antonio de Ayala y Tamayo miembro de una familia descendiente de secretarios del Real Archivo de Simancas, título otorgado por Felipe II y que fue llevado por varias generaciones. Francisco fue tesorero de las Reales cajas de Santa fe y tesorero de la Santa Cruzada, embarcó hacia el Nuevo Mundo el 27 de noviembre de 1749 y contrajo matrimonio con María Josefa de Vergara Azcárate y Caycedo con quien tuvo cinco hijos.
Fueron sus primos Felipe de Vergara Azcárate y Caycedo, el presidente Estanislao Vergara Azcarate y Sanz de Santamaría y fue tío del presidente José Gregorio Ignacio Gutiérrez Vergara. María Josefa de Vergara Azcárate y Caycedo era descendiente de nobleza navarra e importantes casas solares del País Vasco, más específicamente del pueblo de Vergara en la provincia de Guipúzcoa, España. Fue padre de Rafael Ayala y Lozano consúl de Colombia ante Francia nombrado por Simón Bolívar. 